# Herb gminy Kozy
Herb gminy Kozy – jeden z symboli gminy Kozy, ustanowiony 29 kwietnia 2004.

## Wygląd i symbolika
Herb przedstawia na tarczy koloru czerwonego dwie srebrne głowy kozłów ze złotym porożem, skierowane do siebie. Poniżej nich znajduje się srebrne trójwzgórze. Zgodnie z lokalną legendą, na miejscu dzisiejszych Kóz dawniej istniały dwie osady o podobnych nazwach – Kozy Górne i Dolne. Według innej, podczas najazdu Tatarów, wybito wszystkie zwierzęta wypasane w okolicy oprócz dwóch kóz. Dlatego właśnie kozy znalazły się w nazwie oraz herbie wsi i gminy. 